# Episodi de La piccola grande Nell (prima stagione)
La prima stagione della serie televisiva La piccola grande Nell è stata trasmessa in anteprima negli Stati Uniti d'America dalla NBC tra il 29 ottobre 1981 e il 1º aprile 1982.
| nº | Titolo originale            | Titolo italiano | Prima TV USA     | Prima TV Italia |
| -- | --------------------------- | --------------- | ---------------- | --------------- |
| 1  | Katie the Crook             |                 | 29 ottobre 1981  |                 |
| 2  | A Good Man Is Hard to Find  |                 | 5 novembre 1981  |                 |
| 3  | The Second Time Around      |                 | 12 novembre 1981 |                 |
| 4  | Mom's Birthday              |                 | 19 novembre 1981 |                 |
| 5  | Do or Diet                  |                 | 26 novembre 1981 |                 |
| 6  | A Man in Nell's Room        |                 | 3 dicembre 1981  |                 |
| 7  | Your Prisoner is Dead       |                 | 10 dicembre 1981 |                 |
| 8  | Julie's Rejection           |                 | 17 dicembre 1981 |                 |
| 9  | Julie's First Love          |                 | 7 gennaio 1982   |                 |
| 10 | Nell's Ex                   |                 | 14 gennaio 1982  |                 |
| 11 | Katie the Cheat             |                 | 21 gennaio 1982  |                 |
| 12 | The Emergency               |                 | 4 febbraio 1982  |                 |
| 13 | Nell Goes Home              |                 | 11 febbraio 1982 |                 |
| 14 | Samantha Steals a Squad Car |                 | 18 febbraio 1982 |                 |
| 15 | Grandma Fools Around        |                 | 25 febbraio 1982 |                 |
| 16 | Hot Muffins                 |                 | 11 marzo 1982    |                 |
| 17 | Sam's Affair                |                 | 18 marzo 1982    |                 |
| 18 | The Robbery                 |                 | 25 marzo 1982    |                 |
| 19 | An Unmarried Couple         |                 | 1º aprile 1982   |                 |